# Kennard (Teksas)
Kennard je grad u američkoj saveznoj državi Teksas. Prema popisu stanovništva iz 2010. u njemu je živjelo 337 stanovnika.